# Ricky Mavuba
Pour les articles homonymes, voir Mavuba.
Ricky Mavuba Mafuila Ku Mbundu, appelé Ricky Mavuba, est un ancien footballeur international zaïrois (actuelle République démocratique du Congo) né le 15 décembre 1949 et mort le 30 novembre 1996. Il est le père de Rio Mavuba (1984-).

## Biographie
(mars 2024).
A l'age de 15-17 ans, Ricky Mavuba joue dans les divisions communales au Stade communal de sa Commune Matete (aujourd'hui Stade Jean Kembo). Déjà à cette époque (1964-1968), les foules de ces matchs en plein air le surnomment Larousse, comme pour dire homme de livre, érudit ou grand connaisseur du football.
En 1968, à l'age de 19 ans, il fait ses débuts dans Vita Club en Première Division de la Ville de Kinshasa, comme milieu offensif dans un système 4-2-4.
Au milieu du terrain, Mavuba retrouve Kibonge Gento, la grande vedette de Kinshasa, et Diantela, un international presque en fin de carrière.
Considéré comme un spécialiste des tirs au but et un virtuose de la contre-offensive, Ricky Mavuba s'illustre par ses dribbles en finesse, ses passes brossées et ses corners qui finissent parfois dans les filets adverses. Ce qui finira par lui valoir le surnom de Ndoki ya Ndombe (Sorcier Noir) par les fans du Club Vert et Noir. 
En 1970, quand Kibonge fait sa mue comme meneur de jeu numéro 10 et Diantela se relègue au second plan, Ricky Mavuba et Maufranc Mambwene commencent alors à s'imposer au milieu du terrain de V Club.
En mai 1971, Mavuba et V Club jouent pour la première fois la Ligue Africaine des Champions contre le Canon Sportif de Yaounde (2-0, 1-3). Son equipe se fait eliminer aux tirs au but à Yaounde.
Le 26 Decembre 1971 à Kananga (Province du Kasai), Mavuba et Vita Club reviennent a la charge et gagnent le Championnat National du Congo contre les locaux de Renaissance Tshipepele (2-0), buts de Gary Ngasebe et Jean Kembo.
Mais, du fait d'un décalage dans la désignation de l'équipe représentative Congolaise en Coupe d'Afrique des Clubs Champions, Ricky Mavuba et Vita Club ne retrouvent la Ligue Africaine des clubs qu'en 1973.
En demi-finale de la Ligue des Champions, ils éliminent les Camerounais de Leopards de Douala d'un certain Roger Milla, alors un jeune de 21 ans (3-0,1-3). 
Ensuite, Vita Club gagne en Finale le 16 décembre 1973 a Kinshasa contre les Ghaneens de Kotoko (2-4, 3-0).
Au Stade du 20 mai de Kinshasa (aujourd'hui Stade Tata Raphael), la défense Ghaneenne de Kotoko tient bon en 1ere mi-temps (0-0), puis s'écroule en deuxième période sous une offensive à outrance conduite par Kibonge Gento (meneur de jeu), Ricky Mavuba, Kondi Technicien et Lobilo Boba Docta (un libero de grande classe). Score final 3-0, buts de Mayanga, Jean Kembo et Mayanga.
Toujours en 1973, il fait ses débuts en équipe nationale, les Leopards, le 27 février 1973 dans un match de barrage des phases éliminatoires pour la Coupe du Monde 1974 contre les Lions du Cameroun (1-0 à Yaounde, 0-1 à Kinshasa).
Dans ce match décisif de barrage pour départager les deux equipes, le nouvel international Mavuba (23 ans) et les Leopards surclassent les Lions du Cameroun de Manga Onguene et du jeune Roger Milla (2-0).
Pour la petite histoire, le jeune Roger Milla (20 ans) jouait aussi sa toute première sélection comme titulaire, en remplacement de Ndongo (blessé), dans l'équipe du Cameroun.
Après des victoires aux derniers tours contre le Ghana et le Maroc, les Leopards du Zaire se qualifieront pour la CAN d'Égypte 74 et la Coupe du Monde de football (1974) en AlIemagne Federal comme seul représentant du continent Africain. Une équipe nationale, à l'époque, entièrement composée de joueurs amateurs.
Ricky Mavuba a donc tout naturellement participé à la coupe du monde 1974 avec le Zaïre et a été sacré champion d'Afrique des Nations en Égypte  (CAN 1974). On peut voir sur Youtube sa passe brossée en chandelle au buteur Ndaye Mulamba pour le 3eme but des Leopards du Zaire contre les Égyptiens en demi-finale (Egypt 2-3 Zaire/1974).
En demi-finale (Octobre 1975) contre DCMP Imana, contre Union Mbuji-Mayi en 1970 et en bien d'autres occasions, ses corners en semi-parabole vont directement dans les filets adverses.
Il méritait bien son surnom de «  sorcier  », parce que, à la veille de grands matchs décisifs comme contre les Lions du Cameroun en 1973, on lui donnait l'autorisation d'aller se préparer mentalement et psychologiquement chez lui pour ne retrouver ses coéquipiers que quelques heures avant le coup d'envoi. Et, dans les grands matchs de Vita Club, il avait toujours un mouchoir blanc visible dans sa poche avant de tirer un corner, qu'il sortait et agitait après un de ses buts d'anthologie.
Après la fin de sa carrière sportive, il s'installe en Angola, pays de son épouse, qu'il fuit en 1984 en raison de la guerre civile. Réfugié en France, il y meurt en exil en novembre 1996.

## Palmarès

### En club
- Vainqueur en 1973 de la Ligue des champions d'Afrique avec AS Vita Club

### En équipe nationale
- Coupe du monde :
  - Phase finale : 1974
- Coupe d'Afrique des Nations :
  - Vainqueur en 1968 contre le Ghana en Éthiopie (1-0).
  - Vainqueur en 1974 contre la Zambie en Égypte (2-2, puis 2-0).